# Tadeusz Listwan
Tadeusz Feliks Listwan (ur. w 1940 w Markowej) – polski ekonomista, emerytowany profesor zwyczajny Akademii Ekonomicznej we Wrocławiu.

## Życiorys
Absolwent Akademii Ekonomicznej we Wrocławiu, Wydział Ekonomiki Przedsiębiorstw (1958-63). W roku 1971 uzyskał stopień doktora nauk ekonomicznych. W latach 1988–1990 był kierownikiem Zakładu Socjologii Organizacji Akademii Ekonomicznej we Wrocławiu a od 1990 kierownikiem Katedry Zarządzania Kadrami. W latach 1990–1996 był prodziekanem Wydziału Zarządzania i Informatyki tejże akademii. W latach 2001–2002 był pełnomocnikiem Rektora ds. Magisterskich Studiów Zaocznych w Dzierżoniowie.
Stypendysta University of Washington, IESE Barcelona (Program IFDP-1993), INESEP Paryż.
Członek Senatu Akademii Ekonomicznej we Wrocławiu w latach 1993–1996 oraz od 2000 r.
Od 1999 członek Komitetu Nauk Organizacji i Zarządzania PAN. Laureat nagród Ministerstwa Edukacji Narodowej oraz Komitetu Nauk Organizacji i Zarządzania PAN.

## Odznaczenia
- Złoty Krzyż Zasługi
- Krzyż Kawalerski Orderu Odrodzenia Polski
- Medal Komisji Edukacji Narodowej[2].

## Publikacje
Autor i współautor ok. 200 prac, w tym 30 książek, m.in.:
- Zarządzanie kadrami - Wydawnictwo Beck, 4 wyd. 2009[5]